# HD 59890
HD 59890 är en ensam stjärna belägen i den mellersta delen av stjärnbilden Akterskeppet. Den har en skenbar magnitud av ca 4,65 och är svagt synlig för blotta ögat där ljusföroreningar ej förekommer. Baserat på parallaxmätning inom Hipparcosuppdraget på ca 2,2 mas, beräknas den befinna sig på ett avstånd på ca 1 500 ljusår (ca 460 parsek) från solen. Den rör sig bort från solen med en heliocentrisk radialhastighet på ca 15 km/s.

## Egenskaper
HD 59890 är en gul till vit superjättestjärna av spektralklass G3 Ib. Den har en radie som är ca 62 solradier och har ca 3 200 gånger solens utstrålning av energi från dess fotosfär vid en effektiv temperatur av ca 5 400 K.